# Jerry Page
Jeremy „Jerry“ Louis Page (* 15. Januar 1961 in Columbus, Ohio) ist ein ehemaliger US-amerikanischer Boxer und Goldmedaillengewinner im Halbweltergewicht bei den Olympischen Sommerspielen 1984 in Los Angeles. 

## Amateurlaufbahn
Page gewann 1983 die Silbermedaille bei den Panamerikanischen Spielen in Caracas, nachdem er erst im Finale gegen Candelario Duvergel unterlegen war. Im Juni 1984 schied er im Halbfinale der US Olympic Trials in Fort Worth gegen Timmy Rabon aus, besiegte diesen jedoch im Juli 1984 zweimal bei den US Olympic Box-Offs in Las Vegas, wodurch er sich für die Olympischen Spiele 1984 in Los Angeles qualifizierte.
Bei den Olympischen Spielen setzte er sich jeweils gegen Helmut Gertel (5:0), Octavio Robles (5:0), Kim Dong-kil (4:1), Mirko Puzović (5:0) und Dhawee Umponmaha (5:0) durch und wurde Olympiasieger im Halbweltergewicht.

## Profilaufbahn
Jerry Page boxte als Profi von Juli 1985 bis September 1990 und bestritt 15 Kämpfe, von denen er 11 gewann. Er verlor unter anderem 1989 gegen den späteren dreifachen Weltmeister Frankie Randall und 1990 gegen den dreifachen WM-Herausforderer Rodney Moore.

## Sonstiges
Page besuchte die Windsor Elementary, die Linmoor Junior High und die Linden McKinley High School. Nach seiner Wettkampfkarriere arbeitete er als Boxtrainer in Hilliard (Ohio).